# ميتهيموغلوبينية الدم
الميتهيموغلوبين هو نمط من الهيموغلوبين يحتوي على حديد الفيريك (نمط الحديد ثلاثي التكافؤ Fe+3 ). وتكون أُلفة ارتباط الأكسجين بحديد الفيريك ضعيفة.
ينجم عن ارتباط الأكسجين بالميتهيموغلوبين زيادة الألفة للأكسجين في مواقع الهيم المتبقية التي تكون في حالة حديد الفيرّوز (الحديد ثنائي التكافؤ) في ضمن نفس وحدة الهيموغلوبين رباعية القسيمات. وهذا يؤدي إلى انخفاض إجمالي في قدرة الكريات الحمراء على تحرير الأكسجين إلى الأنسجة، ويرافق هذا انحراف إلى اليسار في منحني تفارق الأكسجين والهيموغلوبين. عندما يرتفع تركيز الميتهيموغلوبين في الكريات الحمراء قد يحدث نقص تأكسج في الأنسجة.

## الأعراض والعلامات
تختلف الأعراض باختلاف نسبة الميتهيموغلوبين. إن النسبة الطبيعية للميتهيموغلوبين هي حوالي الـ1% (المجال المرجعي 0-3%). وتكون الأعراض المرافقة لارتفاع الميتهيموغلوبين في الدم كالتالي:
- 3-5% تلوّن خفيف للبشرة (أزرق،رمادي،شاحب)
- 15-20% زُراق ويكون المرضى عادة لا عرضيين.
- 25-50% صداع، ضيق تنفس،وشعور بأن المريض سيقع (وقد يحدث غشي)، ضعف،التباس، خفقان، ألم في الصدر.
- 50-70% نظم قلبي غير طبيعي، وتغير في الحالة العقلية، هذيان، نوبات مرضية، غيبوبة، حماض شديد.
- أكثر من 70% عادة الموت.[2]